# Mouvement de jeunesse sioniste
Un mouvement de jeunesse sioniste est une organisation destinée à des enfants et des adolescents juifs qui comporte des aspects sociaux et éducatifs, liés au sionisme tel qu'il est représenté aujourd'hui par Israël. La plupart de ces mouvements ont vu le jour avant la fondation de cet État, dans les premières années du XXe siècle en Europe.

## Blau-Weiss
Fondé en 1912, Blau-Weiss est le plus ancien de ces mouvements.

## En France
Durant la Seconde Guerre mondiale, le Mouvement de la jeunesse sioniste (MJS) est un réseau juif de la Résistance créé le 10 mai 1942 à Montpellier à la suite d'un congrès clandestin réuni et organisé par Otto Giniewski à l'initiative de Simon Levitte. Joseph Fisher directeur du KKL-France et Dika Jefroykin représentant du Joint y participent,,.
À l'issue du congrès, Dika Jefroykin est nommé à la présidence, Simon Lévitte comme secrétaire général et Otto Giniewski à la tête de la section grenobloise.

## Mouvements historiques
- Betar
- Bnei-Akiva
- Gordonia
- Hashomer Hatzaïr